# 富山大橋

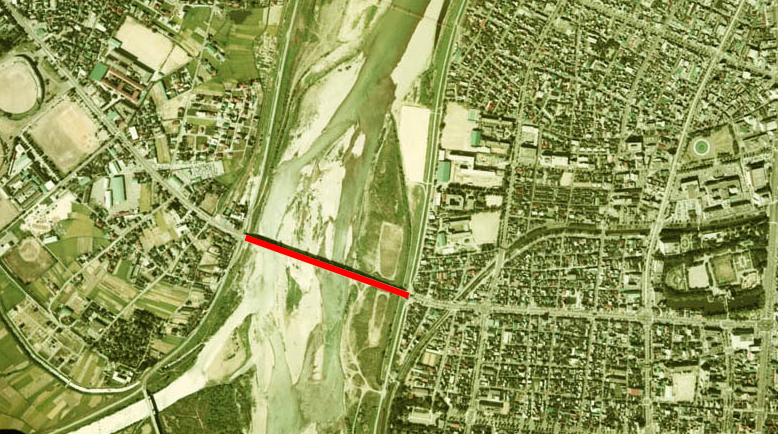
富山大橋の所在地（赤線）。1975年に撮影された。橋の右（東）側に富山城、左上（西）側に富山県五福公園が見える。

富山大橋（とやまおおはし）は、神通川に架かる富山市内の橋梁。2012年（平成24年）に架け替えが行われた（後述）。

## 概要
富山市の中心部と呉羽丘陵以西を結ぶルートの一部で、国道8号の整備や神通川の改修と合わせて、神通新大橋を架け替える形で1935年（昭和10年）に建設された。完成時には県内で最長の永久橋であり、名称の由来は不明だが富山市や富山県を代表する橋となった。また、市内中心部と神通川左岸の間のアクセスにおける第一橋梁とされた。
初代の富山大橋には中央に富山地方鉄道富山軌道線の単線軌道が敷設され、道路は富山県道44号富山高岡線へ指定されていた。通行量は2万5千台/日と、同じく神通川にかかる橋としては、中島大橋（5万台以上/日）、有沢橋・婦中大橋（4万台近く/日）と比べると決して多くはないが、2車線構造であること、富山市街地と呉羽地区、さらには県第二都市である高岡市を結ぶ最短ルートとしての交通の要衝であることなどから、朝夕のラッシュ時に限らず激しい渋滞が発生していた。架橋後70年以上が経過したこともあり、北側に隣接して2006年（平成18年）から新橋の工事を開始し、2012年（平成24年）3月24日に供用開始となった。新橋は中央に敷設された富山地鉄の軌道が複線化され、車道4車線の両側に歩道を備えるなど旧橋の2倍近くの幅員があり、車道・歩道・軌道のすべてが架替前のおよそ2倍の容量となるため、交通渋滞の緩和が期待されている。

## 歴史
富山市の中心部と五福地域を結んでいた神通新大橋は大正時代に入ると老朽化が進み、また神通川の改修により堤防より橋が低くなるなど運用に問題が生じていた。このため、西側の旧・国道11号の改修に合わせて橋の架替えが1928年（昭和3年）に当時の白根竹介富山県知事が富山県会提出した第一期橋梁改良事業案（通称『100万円計画』）が県会で議決され、財政難で一時中止された後に1934年（昭和9年）3月から富山大橋の建設が始まった。なお、総工費は91万4,435円（現在の価値で約5億8,200万円）に上り、当時の富山県の橋梁としては破格の金額だった。
下部工の施工は加藤組、上部工の製作は横河橋梁製作所（現・横河ブリッジ）が請負った。加藤組の加藤金次郎は超過分のコストを自ら負担して、原案よりも橋脚数を増やすなど橋の強度を高めて将来の車両の重量増に備えたという。同年7月と翌1935年（昭和10年）6月に出水が起きたが工事関係者によって被害は抑えられ、1935年（昭和10年）11月に当橋は竣工した。翌1936年（昭和11年）4月13日に行なわれた渡り初めには神通新大橋の時と同じく富山市内の青木家の三代夫婦が選ばれている。
開通時には同時に改修された国道11号（後の国道8号）の一部となり、従来の呉羽丘陵以西へのメインルートだった神通大橋をバイパスする新ルートを形成した。やがて太平洋戦争が始まると、橋の欄干と橋名板は金属類回収令によって供出されている。なお1945年（昭和20年）の富山大空襲では900 m北にある木製の神通大橋が焼失したが、鋼製の当橋は小被害を受けるも焼失をまぬがれた。戦後は交通量が増加し、1956年（昭和31年）7月29日には氷見市島尾へ臨海学校に向かう立山町立上東中学校（現・立山町立雄山中学校）の中学生らのバス1台（全3台中3台目）が速度超過の状態で自転車を避けようとしたことで木製の欄干を突き破って9m下の神通川に転落し生徒3名が死亡、61名が重軽傷となる事故が起きている。この後、欄干は鉄製となった。
1958年（昭和33年）8月1日には、300W自動タイムスイッチ切替えを装置した蛍光水銀灯15灯が設置・点灯された（着工は同年7月）。
1969年（昭和44年）7月2日の豪雨では西岸から2番目の橋脚が3.45 m沈下して路面が陥没し、通行が不可能になった。当面の対応として上流の有沢橋と下流の神通大橋をそれぞれ一方通行にし、8月2日には歩道橋と車道橋を橋の西側に仮設した。原因としては交通量の増加と川砂の乱掘が挙げられており、1970年（昭和45年）6月25日に復旧工事は完了している。この復旧工事においては、日本初の無人化施工が行われ、有線リモコン式の水陸両用ブルドーザーが投入された。
1976年（昭和51年）3月31日、富山高岡バイパスが国道8号の本線になったことに伴い、主要地方道富山高岡線に指定された。1992年（平成4年）7月からは、橋のライトアップも実施された。
1990年代に入ると老朽化や片側1車線という交通容量の小ささ、単線区間および強度不足から来る富山軌道線の輸送力・車両運用上のネックが問題になり、文化遺産としての保存も検討されたが耐久面に問題があると判断され、架替と現在の橋の取り壊しが決まった。2002年4月27日の国からの架け替えの認可を経て、4組が参加した総合評価落札方式による入札の結果、川田工業・佐藤鉄工のJVが技術面などで高い評価を受けて44億9,000万円で落札した。なお、これは富山県で初めてJV結成を要件とした総合評価方式の入札となった。2006年（平成18年）10月24日より新橋の建設が始まり、2011年（平成23年）に完成する予定であったが、予定よりも遅れ2012年（平成24年）3月24日に完成。その後旧橋は2015年（平成27年）3月20日までに撤去され、2015年（平成27年）7月11日に旧橋の橋詰にポケットパークが整備された。

## 構造

### 現橋
旧橋と同様に富山地方鉄道富山軌道線の軌道が中央に設けられて複線に拡張され、その両側に片側2車線の車道と歩道が設置される。車道と歩道の幅員はそれぞれ7.5 m、4.5 mで、歩道は旧大橋の2倍以上の幅となっており両側の各2か所には橋を張り出す形でバルコニーが設置されている。。高欄は富山県の代表的な産業であるアルミニウム製で、約3 mごとに近隣の富山市立五福小学校と芝園小学校の児童達が富山ガラス工房で制作した約7 cmのガラス玉を張り付けたガラス板がはめ込まれている。また軌道の架線は照明灯を兼ねたセンターポール式にし、橋から望む立山連峰の眺望を損なわないよう景観に配慮されている。
橋脚はケーソン基礎の壁型構造で、上部工は鋼製となっている。3本の橋桁の架設については、西岸側の約290 mで重機が使えないため油圧ジャッキにより4 m/時のスピードで押し出す、送り出し工法を採用した。なお、東岸側の残り部分ではクレーンによって橋桁を吊上げる工法となっている。

### 旧橋
旧橋はゲルバー式鋼板桁橋である。この方式は、日本では大正後期から昭和前期にかけて、連続橋の建設が困難な地盤の中小橋梁に多く用いられている。当橋の径間数13、橋長472.4 m、最大スパン長 39mという値は戦前の国内の同型橋188橋の中でそれぞれ9位、7位、13位に相当し、当時としては全国有数の大規模な多径間橋梁だった。また、橋梁すべてがゲルバー式鋼板桁橋であるのも当橋の特徴で、この構成では御幸橋と長柄橋に次ぐ国内3位の長さだった。
活荷重は500 kgf/m2で8トン自動車や9.11トンの電車に耐えられるように設計され、神通新大橋と同様に富山地方鉄道富山軌道線の単線軌道が設けられた。車道と歩道の幅員はそれぞれ12.0 m、2.0 m（両側に設置）で、神通新大橋の2倍以上になっている。橋台は重力式コンクリート、橋脚は基礎が鉄筋コンクリート、躯体はラーメン鉄骨および鉄筋コンクリート構造が採用された。